# 瑪格麗特·魯斯福德
瑪格麗特·魯斯福德（Margaret Rutherford，1892年—1972年），英國女演員，曾獲得奧斯卡最佳女配角獎。